# كيفن كرو
كيفن كرو (بالإنجليزية: Kevin Crow)‏ هو مدرب كرة قدم ولاعب كرة قدم أمريكي، ولد في 17 سبتمبر 1961 في سانت لويس في الولايات المتحدة. شارك مع منتخب الولايات المتحدة لكرة القدم. أما مع النوادي، فقد لعب مع نادي غوادالاخارا.

## وصلات خارجية
- كيفن كرو على موقع الاتحاد الدولي (مؤرشف)  (الإنجليزية)
- كيفن كرو على موقع قاعدة بيانات كرة القدم.إي يو (الإنجليزية)
- كيفن كرو على موقع ناشيونال فوتبول تيمز (الإنجليزية)
- كيفن كرو على موقع عالم كرة القدم.نت (الإنجليزية)
- كيفن كرو على موقع أوليمبيديا (الإنجليزية)